# 오스트리아의 작가 목록
다음은 오스트리아의 작가 목록이다.
- 프란츠 그릴팔쩌
- 요한 네스트로이
- 후고 폰 호프만스탈
- 아르투어 쉬니츨러
- 칼 클라우스
- 로베르트 무질
- 라이너 마리아 릴케
- 하이미토 폰 도더러